# Apurinã
L'apurinã, o ipurina és una llengua arawak del subgrup de les llengües piro parlada pels indígenes apurinã de la conca de l'Amazones. Té una sintaxi activa-estativa. Apurinã és una paraula portuguesa que s'utilitza per descriure el poble Popikariwakori i la seva llengua (Facundes 34, 2000). Les comunitats indígenes apurinã es troben predominantment al llarg del riu Purus, a la regió nord-occidental de l'Amazònia, al Brasil, a l'estat de l'Amazones (Pickering 2, 2009). Actualment, la seva població s'estén per vint-i-set terres indígenes diferents al llarg del riu Purus (Apurinã PIB). amb una població total estimada de 9.500 persones. No obstant això, es preveu que menys del 30% de la població apurinà sap parlar l'idioma amb fluïdesa (Facundes 35, 2000). No es pot determinar amb fermesa un nombre definitiu de parlants a causa de la presència regional dispersa de la seva gent. La difusió dels parlants apurinã a diferents regions va ser originàriament causada per conflictes o malalties, cosa que ha fet que els indígenes perdin la capacitat de parlar l’idioma per manca de pràctica i també per interaccions amb altres comunitats.
A més, com a conseqüència de la violència i l’opressió envers els indígenes, alguns nadius i descendents opten per no identificar-se com a indígenes, reduint encara més el nombre de persones classificades com a parlants de la llengua (Facundes 23, 2000). La baixa transmissió i cultiu de la llengua comporta el risc de perill. Actualment, el nivell de perillositat de l'apurina és al nivell 3 (Facundes 4, 2000), cosa que significa que, tot i que els adults encara parlen l’idioma, els nens ja no l'aprenen. Com que se’ls ensenya portuguès o espanyol, es podria produir una nova reducció del nombre de persones que parlen l’idioma al llarg dels anys i, finalment, provocar la seva extinció.

## Fonologia

### Vocals
Les vocals apurinã són nasalitzades per les vocals contigües nasals, fins i tot travessant els límits de les paraules.
|            | Vocals curtes | Vocals curtes | Vocals curtes | Vocals llargues | Vocals llargues | Vocals llargues |
| Anterior   | Central       | Porterior     | Anterior      | Central         | Posterior       |                 |
| Oral/nasal | Oral/nasal    | Oral/nasal    | Oral/nasal    | Oral/nasal      | Oral/nasal      |                 |
| Alta       | i/ĩ           | ɨ/ɨ̃           |               | i:/ ɨ̃ː          | ɨ/ ɨ̃ː           |                 |
| Mitjana    | e/ ẽ          |               | o/ õ          | e:/ ẽ:          |                 | o/ õ:           |
| Baixa      |               | a/ ã          |               |                 | a/ ã:           |                 |

### Consonants
|            | Bilabial | Alveolar | Postalveolar o palatal | Velar | Glotal |
| ---------- | -------- | -------- | ---------------------- | ----- | ------ |
| Nasal      | m        | n        | ɲ                      |       |        |
| Oclusiva   | p        | t        |                        | k     |        |
| Africada   |          | t͡s       | t͡ʃ                     |       |        |
| Fricativa  |          | s        | ʃ                      |       | h      |
| Bategant   |          | ɾ        |                        |       |        |
| Aproximant |          |          | j                      | ɰ     |        |